# JT Woods
Jalen Terrell Woods (San Antonio, 10 giugno 2000) è un giocatore di football americano statunitense che milita nel ruolo di safety per i Las Vegas Raiders della National Football League (NFL).

## Carriera

### Los Angeles Chargers
Al college Woods giocò a football a Baylor. Fu scelto nel corso del terzo giro (79º assoluto) nel Draft NFL 2022 dai Los Angeles Chargers. Debuttò come professionista nella gara del primo turno contro i Las Vegas Raiders giocando negli special team. La sua stagione da rookie si concluse con 3 tackle in 10 presenze, di cui una come titolare.

### Philadelphia Eagles
Il 30 agosto 2024 Woods firmò con la squadra di allenamento dei Philadelphia Eagles. Fu svincolato il successivo 22 ottobre.

### Chicago Bears
Il 7 novembre 2024 Woods firmò con la squadra di allenamento dei Chicago Bears.

### Seattle Seahawks
Il 17 gennaio 2025 Woods firmò da riserva/contratto futuro con i Seattle Seahawks. Il 2 luglio fu svincolato.

### Las Vegas Raiders
Il 22 luglio 2025 Woods firmò con i Las Vegas Raiders.